# 維利亞·布林凱維丘婕
維利亞·布林凱維丘婕是現時立陶宛的执政党立陶宛社會民主黨的主席。曾於2000年11月9日至2008年12月9日出任立陶宛社會保障及勞動部第13至16任部長。

## 外部連結
- 官方网站 （立陶宛語）